# Discografia di Angelina Mango
La discografia di Angelina Mango, cantautrice italiana, è costituita da un album in studio, due EP, tredici singoli e nove video musicali, pubblicati dal 2020.

## Album in studio
| Anno | Titolo | Classifiche | Certificazioni | Unità          |
| Anno | Titolo | ITA         | Certificazioni | Unità          |
| ---- | --- | ----------- | -------------- | -------------- |
| 2024 | Poké melodrama - Pubblicato: 31 maggio 2024 - Etichetta: LaTarma, Warner Italy - Formati: CD, LP, MC, download digitale, streaming | 1           | - ITA: Platino | - ITA: 50 000+ |

## Extended play
| Anno                                                         | Titolo | Classifiche | Certificazioni | Unità          |
| Anno                                                         | Titolo | ITA         | Certificazioni | Unità          |
| ------------------------------------------------------------ | --- | ----------- | -------------- | -------------- |
| 2020                                                         | Monolocale - Pubblicato: 13 novembre 2020 - Etichetta: Disincanto - Formati: download digitale, streaming                                           | —           |                |                |
| 2023                                                         | Voglia di vivere - Pubblicato: 19 maggio 2023 - Etichetta: 21co, LaTarma Records, BMG Rights Management - Formati: CD, download digitale, streaming | 2           | - ITA: Platino | - ITA: 50 000+ |
| "—" indica una pubblicazione non classificata in quel paese. | |             |                |                |

## Singoli
| Anno                                                         | Titolo                             | Classifiche | Classifiche | Classifiche | Classifiche | Classifiche | Classifiche | Classifiche | Classifiche | Classifiche | Classifiche | Classifiche | Classifiche | Classifiche | Certificazioni                | Unità                          | Album di provenienza |
| Anno                                                         | Titolo                             | ITA         | AUT         | GRE         | HRV         | IRL         | LTU         | LVA         | NLD         | POL         | POR         | SPA         | SWE         | SWI         | Certificazioni                | Unità                          | Album di provenienza |
| ------------------------------------------------------------ | ---------------------------------- | ----------- | ----------- | ----------- | ----------- | ----------- | ----------- | ----------- | ----------- | ----------- | ----------- | ----------- | ----------- | ----------- | ----------------------------- | ------------------------------ | -------------------- |
| 2020                                                         | Va tutto bene                      | —           | —           | —           | —           | —           | —           | —           | —           | —           | —           | —           | —           | —           |                               |                                | Monolocale           |
| 2021                                                         | Sono aggrappata a te               | —           | —           | —           | —           | —           | —           | —           | —           | —           | —           | —           | —           | —           |                               |                                | Monolocale           |
| 2022                                                         | Formica                            | —           | —           | —           | —           | —           | —           | —           | —           | —           | —           | —           | —           | —           |                               |                                | /                    |
| 2022                                                         | Walkman                            | —           | —           | —           | —           | —           | —           | —           | —           | —           | —           | —           | —           | —           |                               |                                | /                    |
| 2022                                                         | Rituali (con Nashley)              | —           | —           | —           | —           | —           | —           | —           | —           | —           | —           | —           | —           | —           |                               |                                | /                    |
| 2023                                                         | Voglia di vivere                   | 87          | —           | —           | —           | —           | —           | —           | —           | —           | —           | —           | —           | —           | - ITA: Oro                    | - ITA: 50 000+                 | Voglia di vivere     |
| 2023                                                         | Mani vuote                         | —           | —           | —           | —           | —           | —           | —           | —           | —           | —           | —           | —           | —           | - ITA: Oro                    | - ITA: 50 000+                 | Voglia di vivere     |
| 2023                                                         | Ci pensiamo domani                 | 7           | —           | —           | —           | —           | —           | —           | —           | —           | —           | —           | —           | —           | - ITA: Platino (4)            | - ITA: 400 000+                | Voglia di vivere     |
| 2023                                                         | Che t'o dico a fa'                 | 2           | —           | —           | —           | —           | —           | —           | —           | —           | —           | —           | —           | —           | - ITA: Platino (2)            | - ITA: 200 000+                | Poké melodrama       |
| 2023                                                         | Fila indiana                       | 37          | —           | —           | —           | —           | —           | —           | —           | —           | —           | —           | —           | —           | - ITA: Oro                    | - ITA: 50 000+                 | Poké melodrama       |
| 2024                                                         | La noia                            | 4           | 57          | 3           | 11          | 94          | 11          | 19          | 63          | 84          | 172         | 79          | 54          | 11          | - ITA: Platino (3) - SWI: Oro | - ITA: 300 000+ - SWI: 15 000+ | Poké melodrama       |
| 2024                                                         | Melodrama                          | 16          | —           | —           | —           | —           | —           | —           | —           | —           | —           | —           | —           | —           | - ITA: Platino                | - ITA: 100 000+                | Poké melodrama       |
| 2024                                                         | Per due come noi (con Olly e Jvli) | 1           | —           | —           | —           | —           | —           | —           | —           | —           | —           | —           | —           | —           | - ITA: Platino (2)            | - ITA: 200 000+                | Tutta vita           |
| "—" indica una pubblicazione non classificata in quel paese. |                                    |             |             |             |             |             |             |             |             |             |             |             |             |             |                               |                                |                      |

## Altri brani entrati in classifica
| Anno | Titolo                            | Classifiche | Album di provenienza |
| Anno | Titolo                            | ITA         | Album di provenienza |
| ---- | --------------------------------- | ----------- | -------------------- |
| 2024 | Uguale a me (feat. Marco Mengoni) | 50          | Poké melodrama       |

## Collaborazioni
| Anno                                                         | Titolo                                                            | Classifiche | Album di provenienza          |
| Anno                                                         | Titolo                                                            | ITA         | Album di provenienza          |
| ------------------------------------------------------------ | ----------------------------------------------------------------- | ----------- | ----------------------------- |
| 2011                                                         | Starlight (Mango feat. Angelina Mango)                            | —           | La terra degli aquiloni       |
| 2014                                                         | Get Back (Mango feat. Angelina Mango)                             | —           | L'amore è invisibile          |
| 2024                                                         | Piove forte (Stabber feat. Gemitaiz, Angelina Mango e Yung Snapp) | —           | Trueno                        |
| 2024                                                         | Angelo custode (Tedua feat. Angelina Mango)                       | 19          | La Divina Commedia (Paradiso) |
| 2024                                                         | Senso di colpa (Dani Faiv feat. Angelina Mango)                   | —           | Ultimo piano B                |
| "—" indica una pubblicazione non classificata in quel paese. |                                                                   |             |                               |

## Autrice e compositrice per altri artisti
| Anno | Titolo | Artista | Album di provenienza |
| ---- | ------ | ------- | -------------------- |
| 2023 | Nuvola | Holden  | Joseph               |

## Video musicali
| Anno | Titolo                           | Regista/i        |
| ---- | -------------------------------- | ---------------- |
| 2022 | Formica                          | Fabio Cotichelli |
| 2023 | Ci pensiamo domani               | Davide Vicari    |
| 2023 | Che t'o dico a fa'               | Asia & Nicola    |
| 2023 | Fila indiana (Video Performance) | —                |
| 2024 | La noia                          | Giulio Rosati    |
| 2024 | La noia (Spanish remix)          | Giulio Rosati    |
| 2024 | Melodrama                        | Simone Peluso    |
| 2024 | Per due come noi                 | Simone Peluso    |
| 2024 | Melodrama (Spanish remix)        | Martina Pastori  |